# Swetlana Nawassardjan

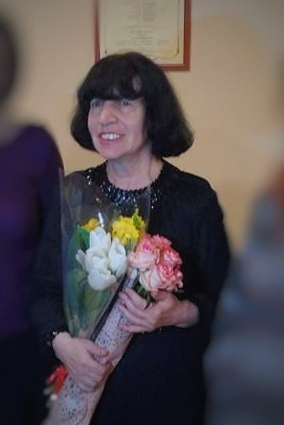
2019

Swetlana Howhannessi Nawassardjan (armenisch Սվետլանա Հովհաննեսի Նավասարդյան, russisch Светлана Оганесовна Навасардян; * 29. Oktober 1946 in Alawerdi) ist eine sowjetisch-armenische Pianistin und Hochschullehrerin.

## Leben
Nawassardjan war die ältere der beiden Töchter des Historikers Howhannes Sergojewitsch Nawassardjan (1914–1995) und der Mathematikerin und Sopranistin Granusch Howhannessi Petrosjan (1920–1990). Als Fünfjährige begann Nawassardjan in der Romanos-Melikjan-Musikschule in Alawerdi Klavier zu spielen. Mit neun Jahren gab sie ihr erstes Konzert mit den 30 Inventionen und Sinfonien Johann Sebastian Bachs.
Als Nawassardjan zwölf Jahre alt war, zog die Familie nach Jerewan. Dort setzte sie ihre musikalische Ausbildung zunächst ein Jahr lang in der Sayat-Nova-Musikschule und dann bei Watsche Umr-Schat in der Klavierklasse der Romanos-Melikjan-Musikschule fort. Mit 14 Jahren spielte sie den zweiten Teil des Klavierkonzerts Aram Chatschaturjans nach nur zweitägiger Probe.
1964 begann Nawassardjan das Studium an dem nach Komitas Vardapet benannten Staatlichen Konservatorium Jerewan in Watsche Umr-Schats Klasse. Sie gewann 1965 den 1. Preis des Transkaukasischen Musikwettbewerbs in Tiflis, 1966 die Silbermedaille des Internationalen Robert-Schumann-Wettbewerbs für Klavier und Gesang in Zwickau und 1968 den 4. Preis des Internationalen Johann-Sebastian-Bach-Wettbewerbs in Leipzig. 1966 wurde sie Solistin der Armenischen Staatlichen Philharmonie.
Nach dem Abschluss des Studiums in Jerewan 1968 studierte Nawassardjan an dem nach Tschaikowski benannten Moskauer Konservatorium in der Klavierklasse bei Jakow Israilewitsch Sak aus der Schule des 1964 verstorbenen Heinrich Neuhaus. Nach dem Abschluss mit Auszeichnung folgte die Aspirantur am Moskauer Konservatorium bei J. I. Sak (1971–1973). 1972 errang sie  den 5. Preis (Silbermedaille) auf dem Concours Musical Reine Elisabeth in Brüssel. 1972–1974 war sie Assistentin am Moskauer Konservatorium. 1972 wurde sie Solistin des Goskonzert der UdSSR.
1974 kehrte Nawassardjan nach Jerewan zurück und lehrte am Konservatorium Jerewan (ab 1981 als Dozent, 1989 Ernennung zum Professor). 1977 gewann sie auf dem Sydney International Piano Competition den 2. Preis.
Ab 1967 kam Nawassardjan zu Gastspielen in mehr als 40 Länder, darunter USA, Kanada, Japan, Frankreich, Deutschland, Italien, Vereinigtes Königreich, Spanien, Österreich, Belgien, Schweiz, Griechenland, Polen, Bulgarien, Argentinien, Brasilien, Venezuela, Kuba, Kuweit. Sie spielte im Sydney Opera House, im Leipziger Gewandhaus, in der Salle Gaveau in Paris, im Palais des Beaux-Arts de Bruxelles und im Teatro Colón in Buenos Aires. Sie spielte mit vielen Orchestern zusammen, so mit dem Sydney Symphony Orchestra, dem Prager Symphonieorchester und der Slowakischen Philharmonie. Sie arbeitete mit Jewgeni Fjodorowitsch Swetlanow, Waleri Abissalowitsch Gergijew, Vassily Sinaisky, Elisso Wirsaladse, Wladimir Teodorowitsch Spiwakow, Juri Abramowitsch Baschmet und Wiktor Wiktorowitsch Tretjakow zusammen. Zu ihrem Repertoire Werke von Bach, Domenico Scarlatti, Mozart, Haydn, Beethoven, Schubert, Schumann, Brahms, Liszt, Tschaikowski,  Richard Strauss, Arenski, Glasunow, Rachmaninow, Debussy, Poulenc, Strawinski, Hindemith, Prokofjew, Schostakowitsch, Bartok, Chatschaturjan, Schtschedrin, Komitas, Arno Babadschanjan, Tigran Mansurjan u. a. Ihr Spiel wurde von Emil Gilels sehr geschätzt.
Nawassardjan leitete Meisterklassen und war Gastprofessorin am Konservatorium Damaskus (1992), an der Universität Montreal (1993), in Japan (1996, 1998), am Konservatorium Straßburg (2006), an der Hochschule für Musik Franz Liszt Weimar (2008), an der Folkwang Universität der Künste in Essen u. a. Sie nahm an vielen Internationalen Musikfestivals teil (Bratislava, Varna, Echternach, Paris, Tours, Venedig, Moskau, St. Petersburg, Potsdam, Sapporo, Granada, Saloniki, Jerewan u. a.). Sie war Jury-Mitglied beim Transkaukasischen Musikwettbewerb (1978, 1981), beim Arno-Babadschanjan-Festival und Wettbewerb für junge Pianisten in Jerewan (1989, 2017, 2019), beim Internationalen Wettbewerb der Pianisten in Tiflis (1997), beim Internationalen Franz-Liszt-Wettbewerb für Junge Pianisten in Weimar (2009, 2014), und sie war Jurypräsidentin des Aram-Chatschaturjan-Wettbewerbs für Pianisten (2011). Im Winter 1989 trat sie erstmals auch als Dirigentin auf.
Gegenwärtig lebt Nawassardjan in Jerewan und Paris und führt ihre Konzert- und Lehrtätigkeit fort.
Die Opernsängerin Araksja Dawtjan war Nawassardjans Cousine.

## Ehrungen, Preise
- Preis des Komsomol Armeniens (1970)[2]
- Verdiente Künstlerin der Armenischen Sozialistischen Sowjetrepublik (1977)
- Ehrenzeichen der Sowjetunion (1981)
- Volkskünstlerin der Armenischen Sozialistischen Sowjetrepublik (1984)
- Staatspreis der Armenischen Sozialistischen Sowjetrepublik (1988)
- Moses-von-Choren-Medaille (1998)
- Armenischer Mesrop-Maschtoz-Orden (2010)
- Goldmedaille der nach Chatschatur Abowjan benannten Armenischen Staatlichen Pädagogischen Universität (2013)
- Orden der Heiligen Sahak und Mesrop der Armenischen Apostolischen Kirche (2015)
- Armenischer Orden der Ehre (2016)